# نیکلو گالی
نیکلو گالی (انگلیسی: Niccolò Galli; ۲۲ مهٔ ۱۹۸۳ – ۱۰ فوریهٔ ۲۰۰۱) فوتبالیست اهل ایتالیا بود.
از باشگاه‌هایی که در آن بازی کرده‌است می‌توان به باشگاه فوتبال آرسنال، باشگاه فوتبال بولونیا، باشگاه فوتبال فیورنتینا، باشگاه فوتبال تورینو، تیم ملی فوتبال زیر ۱۶ سال ایتالیا، تیم ملی فوتبال زیر ۱۷ سال ایتالیا، و تیم ملی فوتبال زیر ۱۸ سال ایتالیا اشاره کرد.
وی همچنین در تیم‌های ملی فوتبال زیر ۱۶، ۱۷، ۱۸ سال ایتالیا بازی کرده‌است.